# Телль-эль-Убейд
Телль-эль-Убе́йд — археологический памятник (телль) в Ираке (провинция Ди-Кар), неподалеку от руин города Ура. Дал название убейдскому периоду, так как здесь впервые на территории Месопотамии были обнаружены остатки поселения соответствующего времени.

## Описание памятника
Телль-эль-Убейд представляет собой невысокий телль размерами примерно 500 на 300 м. На памятнике имеется несколько возвышенных участков, самый высокий из которых скрывает руины храма богини Нинхурсаг; к югу от этого холма расположена другая возвышенность, где находится кладбище.

## История изучения
Памятник был открыт в 1919 г. Генри Реджиналдом Холлом при обследовании окрестностей древнего Ура. В том же году были произведены раскопки, преимущественно в районе храма Нинхурсаг. В холодные месяцы 1923—1924 гг. Чарльз Леонард Вулли произвел раскопки памятника, обнаружив остатки поселения убейдского времени, а также исследовал обширное кладбище. В 1937 г. Пинхас Делуга и Сетон Ллойд вновь произвели обследование храма Нинхурсаг.

## История
Время основания поселения неизвестно, однако оно уже существовало здесь в убейдское время. Отмечаются следы функционирования памятника и в последующие эпохи Урук и Джемдет-Наср. В Раннединастическое время здесь существовал городок, название которого, однако, не сохранилось. Тем не менее, тогда же поселение стало приходить в упадок, а его территория использовалась под кладбище. Ко времени РДIII Телль-эль-Убейд был необитаем. Царь Аанепада возвёл здесь храм в честь Нинхурсаг, сделав памятник на некоторое время культовым местом.